# Marineland (Florida)
Marineland és una població dels Estats Units a l'estat de Florida. Segons el cens del 2000 tenia 6 habitants.

## Demografia
Segons el cens del 2000, Marineland tenia 6 habitants, 3 habitatges, i 0 famílies. La densitat de població era de 6,8 habitants/km².
Per edats la població es repartia de la següent manera: un 33,3% tenia menys de 18 anys, un 0% entre 18 i 24, un 33,3% entre 25 i 44, un 16,7% de 45 a 60 i un 16,7% 65 anys o més.
L'edat mediana era de 26 anys. Per cada 100 dones de 18 o més anys hi havia 300 homes.
La renda mediana per habitatge era de 30.625 $ i la renda mediana per família de 21.250 $. Els homes tenien una renda mediana de 31.250 $ mentre que les dones 0 $. La renda per capita de la població era de 12.000 $. Cap de les famílies estaven per davall del llindar de pobresa.

## Poblacions més properes
El següent diagrama mostra les poblacions més properes.